# Barrage de Garafiri
Le barrage de Garafiri est un barrage et une centrale électrique située en Guinée, sur le fleuve Konkouré. La centrale a été construite entre 1995 et 1999.

## Histoire
Le Barrage de Garafiri date de 1999 et retient un milliard et 300 millions de mètres cubes d'eau dans un lac de 91 km2. Sa centrale hydro-électrique est équipée de trois groupes pouvant fournir 80 MW. Il a été financé par la Caisse française de développement (CFD) à hauteur de 50 millions de dollars (un quart du total), plusieurs fonds arabes, la Banque européenne d'investissement (BEI) et la Coopération canadienne. Depuis sa mise en route, l'usine fournit en moyenne l'énergie prévue, soit 270 GWh par an, mais cela ne suffit pas cependant à alimenter la seule capitale.
Il a été complété  seize ans plus tard par le Barrage de Kaléta, dont les études de faisabilité ont été financées par l'Organisation pour la mise en valeur du fleuve Sénégal, et la construction assurée par la China International Water & Electric Corporation, une filiale de China Three Gorges Corporation. Les retenues d'eau des barrages de Garafiri et de Kaléta sont situées dans la zone d'exploitation minière à ciel ouvert de Kindia-Débélen, où l'eau subit une évaporation qu'il faut combattre par un reboisement de toutes les parties nues et dénudées par les exploitations minières.

## Caractéristiques
Le lac de retenue du barrage a une superficie de 79 km2, une profondeur moyenne de 20 m et une profondeur maximale de 66 m.